# Baccarat
Baccarat (deutsch veraltet: Burgambach) ist eine französische Stadt mit 4107 Einwohnern (Stand 1. Januar 2022) im Département Meurthe-et-Moselle in der Region Grand Est (bis 2015 Lothringen). Sie gehört zum Arrondissement Lunéville und zum Kanton Baccarat. Die Einwohner von Baccarat werden Bachamois genannt.
Baccarat ist bekannt für das Kristallglas der Manufaktur Baccarat, das hier seit dem 18. Jahrhundert hergestellt wird.

## Geografie und Geschichte
Die Stadt liegt zwischen Lunéville und Saint-Dié an der Meurthe, deren Tal sich hier nach Austritt aus den Vogesen weitet.
1764/65 gründete der Bischof von Metz, Louis-Joseph de Montmorency-Laval, mit Erlaubnis von Ludwig XV. die Glashütte Sainte Anne. Sie entwickelte sich zu einem führenden weltbekannten Hersteller von Kristallglas mit 2000 Mitarbeitern im Jahr 1869 und prägte die Entwicklung der Stadt, die für ihr Baccarat-Glas weltberühmt ist.
Nachdem Baccarat zu Beginn des Ersten Weltkrieges in der Schlacht in Lothringen von der deutschen 7. Armee erobert worden war, wagten die französischen Truppen am 25. August 1914 in der Schlacht von Baccarat einen verlustreichen Rückeroberungsversuch um die Brücke über die Meurthe, der fehlschlug. Am 12. September zogen sich die deutschen Truppen aus der zerstörten Stadt zurück.
Am 12. August 1944 sprangen bei Baccarat etwa 90 Soldaten des Kommandounternehmens Operation Loyton des britischen Special Air Service mit Fallschirmen ab.
Am 31. Oktober 1944 befreiten Soldaten der 2e division blindée Baccarat von der deutschen Besatzung. Generalmajor Leclerc hatte dort etwa zwei Wochen sein Hauptquartier, dann rückte seine Division zusammen mit US-Truppen zur Befreiung von Straßburg vor.

## Sehenswertes
- Tour des Voués (1320)

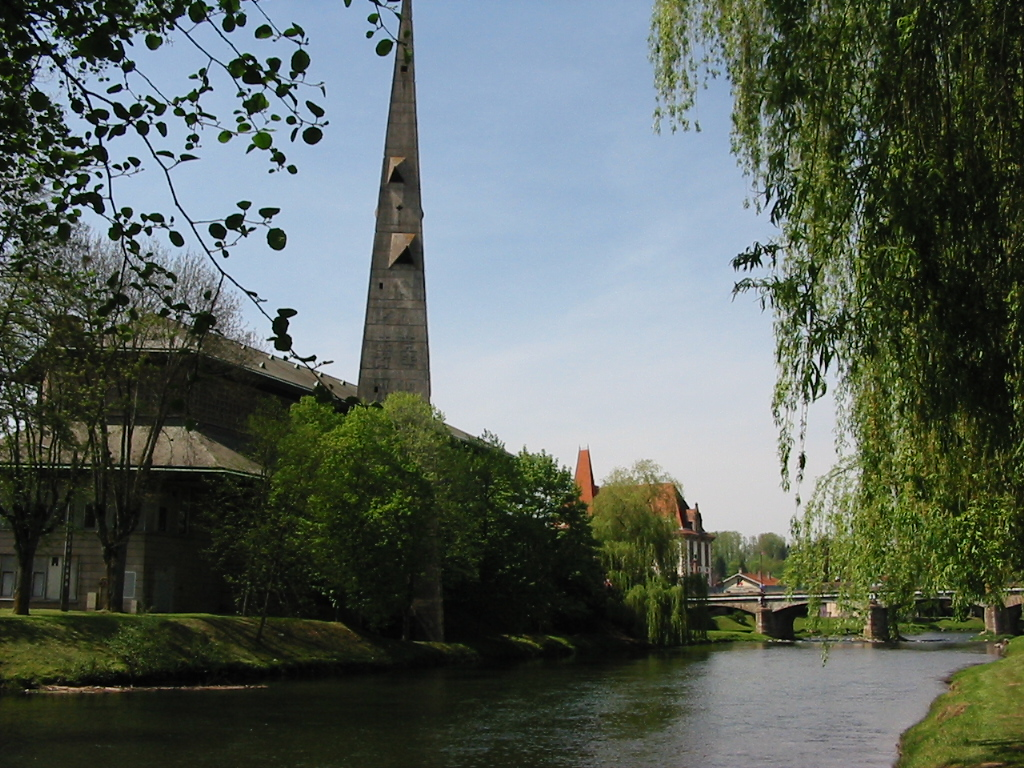
Kirche Saint-Remy an der Meurthe

- Kirche St-Rémy, Betonkirche von 1957, die eine mittelalterliche, 1944 zerstörte Kirche ersetzt. 2000 in den Beton eingelassene Kristallglasteile tauchen das Innere in ein spezielles Licht.[7] Innenraum der Kirche Saint-Remy in Baccarat
- Arboretum und Rosengarten
- Kristallerie (Cristalleries)
- Kristallmuseum (Musée du crystal)

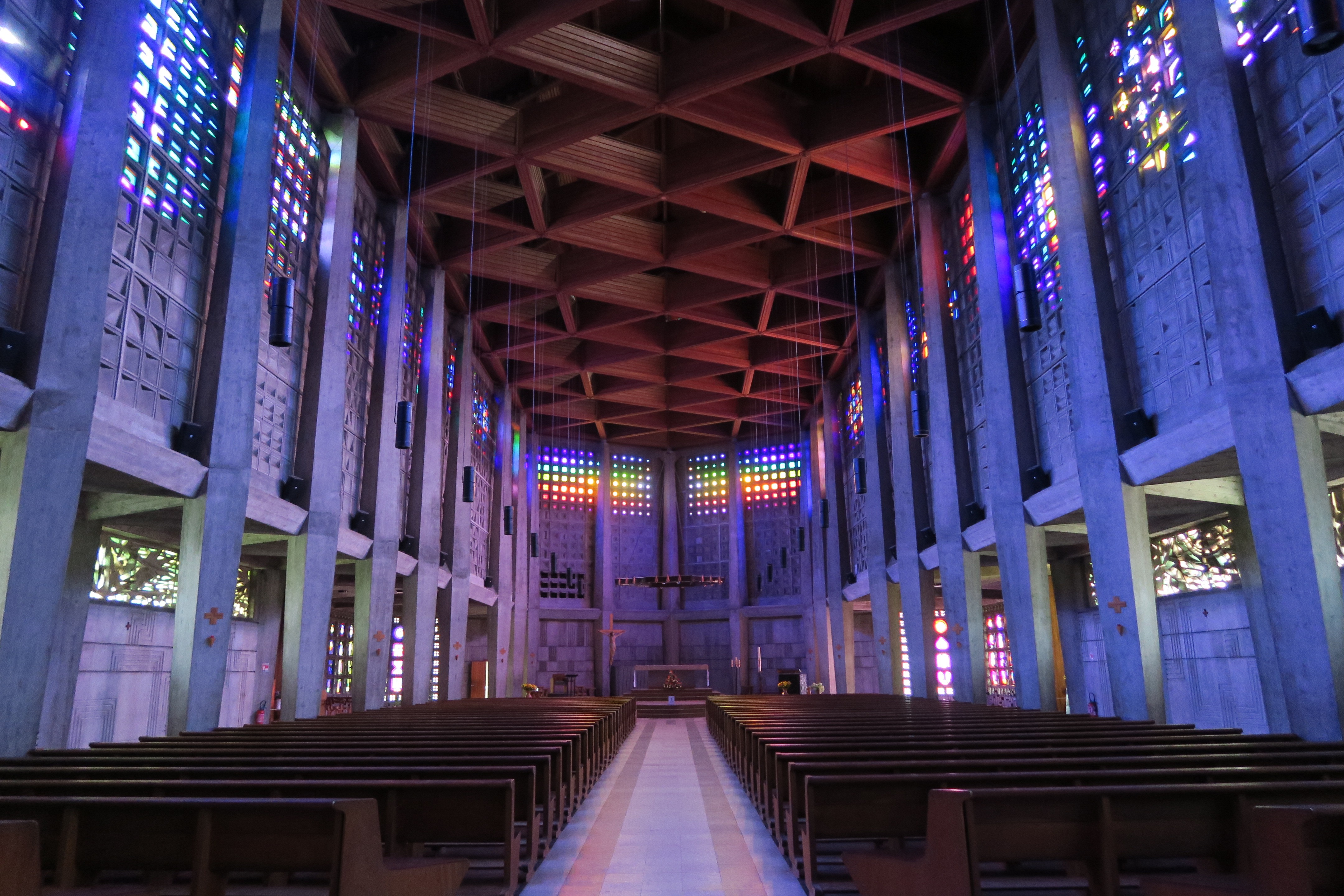
Innenraum der Kirche Saint-Remy in Baccarat

- Kristallbrunnen (Fontaine du crystal)
- Hôtel de ville (Rathaus) erbaut 1924 von Henry Wilfrid Deville, mit einem Park entlang der Meurthe[8]Hotel de Ville

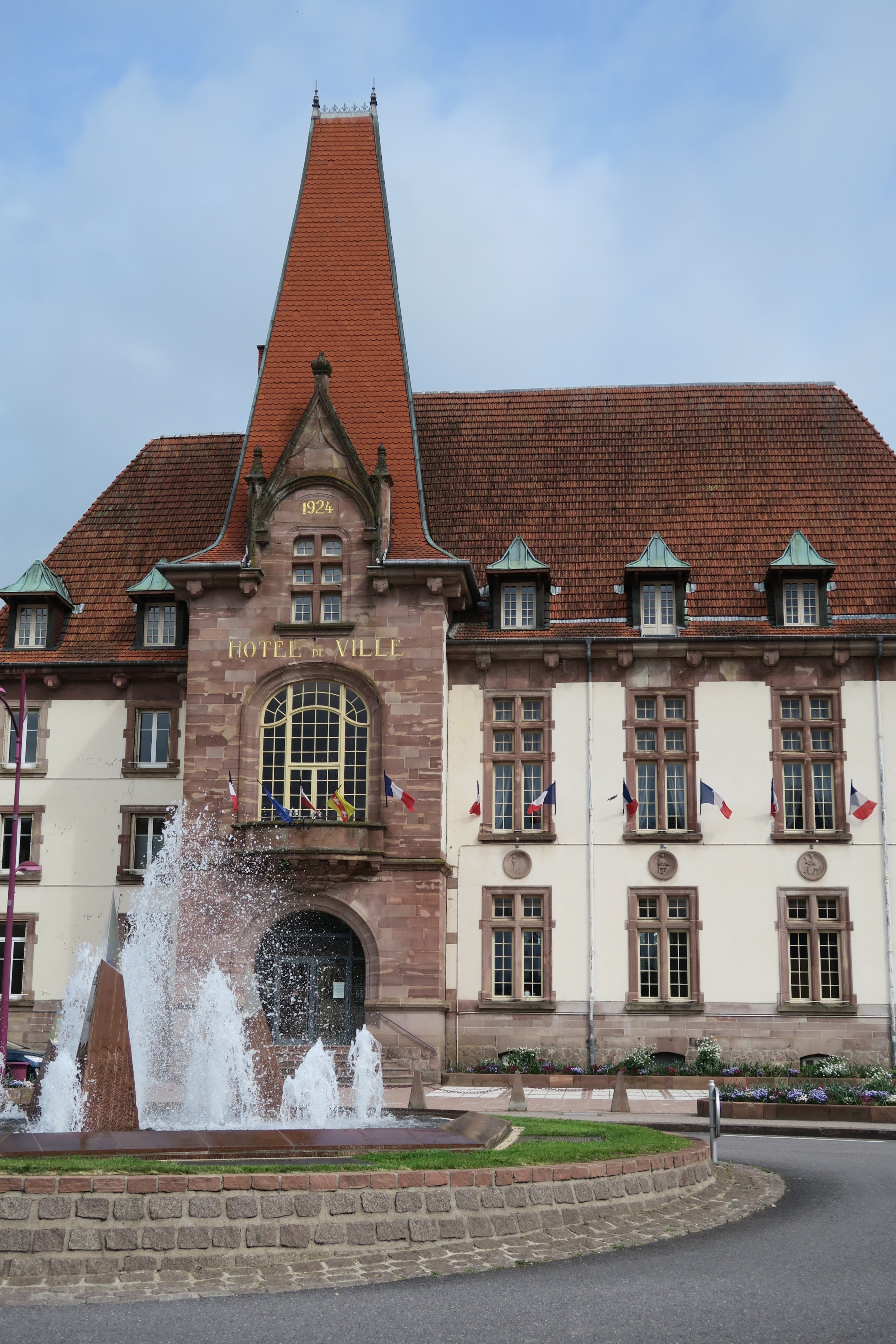
Hotel de Ville

## Bevölkerungsentwicklung
| Jahr      | 1962 | 1968 | 1975 | 1982 | 1990 | 1999 | 2007 | 2019 |
| Einwohner | 6067 | 5856 | 5590 | 5433 | 5022 | 4746 | 4663 | 4192 |

## Städtepartnerschaft
Baccarat unterhält seit 1965 eine Städtepartnerschaft mit der badischen Stadt Gernsbach.

## Persönlichkeiten
- Jules Culot (1861–1933), Insektenforscher, Glaskünstler und Illustrator
- François Gény (1861–1959), Rechtsgelehrter
- Daniel Gisiger (* 1954), Schweizer Radrennfahrer